# 2-е Нікольське (Касторенський район)
2-е Нікольське (рос. 2-е Никольское) — присілок в Касторенському районі Курської області Російської Федерації.
Населення становить 6 осіб. Входить до складу муніципального утворення Лачиновська сільрада.

## Історія
Населений пункт розташований на території українського етнічного та культурного краю Східна Слобожанщина.
Від 2004 року входить до складу муніципального утворення Лачиновська сільрада.

## Населення
| 2002 | 2010 |
| ---- | ---- |
| 44   | ↘6   |